# 東松山自動車学校
東松山自動車学校（ひがしまつやまじどうしゃがっこう）は、埼玉県東松山市にある埼玉県公安委員会指定の自動車教習所である。一般財団法人埼玉県交通教育協会が運営しており、さいたま市にある埼玉県自動車学校とは姉妹校に当たる。

## 埼玉県交通教育協会
一般財団法人埼玉県交通教育協会（さいたまけんこうつうきょういくきょうかい）は、埼玉県さいたま市北区植竹町にある自動車に関する運転技術の向上と運転道義の高揚を計り、社会文化に寄与することを目的として設立された一般財団法人である。

### 沿革
それまで埼玉県内には自動車運転練習場及び同試験場の施設がなかったため、1950年に財団法人埼玉県自動車練習協会（現：埼玉県交通教育協会）が設立され、同協会によって県内2カ所の自動車教習所が開設された。
- 1950年（昭和25年）4月4日 - 前身の財団法人埼玉県自動車練習協会が設立される。
- 1957年（昭和32年）4月26日 - 財団法人埼玉県交通教育協会と改称。
- 2012年（平成24年）4月1日 - 一般財団法人に移行し、一般財団法人埼玉県交通教育協会と改称[1]。

### 事業所
- 埼玉県安全運転学校（本校） - 運転免許停止処分者講習及び違反者講習
- 埼玉県安全運転学校（鴻巣分校） - 運転免許停止処分者講習及び違反者講習
- 埼玉県自動車学校
- 東松山自動車学校

## 東松山自動車学校

### 特徴
- 当初運転免許試験場としての機能もあった。
- 東松山市の市街地に立地し、教習所の裏手には箭弓稲荷神社が広がっている。

### 歴史
- 1953年 - 埼玉県下2番目の自動車練習所として松山自動車練習所開設
- 1961年 - 道路交通法制定に伴い、公安委員会指定の自動車教習所となる（埼玉県公安委員会指定第2号）

### 取得可能な免許
- 普通自動車免許
- 普通自動二輪車免許
- ペーパードライバー
- 限定解除

### 教習コース
- 高速教習
  - 関越自動車道 東松山IC - 花園IC

### 施設
- 所内練習コース
- 教室
- 応急救護室
- 模擬運転室
- 休憩室
- 託児所

### 送迎バス
- 高坂・鳩山町方面
- 小川町方面
- 嵐山町方面
- 東平・北吉見方面
- 東部吉見方面
- 川島町・上伊草・八幡団地方面
- 大里・上岡・東武台団地方面
- ときがわ町・玉川方面

### 所在地
- 埼玉県東松山市箭弓町2-6-42

### 交通
- 東武東上線東松山駅西口より徒歩6分

## 埼玉県自動車学校

### 取得可能な免許
- 普通自動車免許
- 普通自動二輪車
- 限定解除

### 各種講習
- 初心運転者講習
- ペーパードライバー講習
- 高齢者講習

### 所在地
- 埼玉県さいたま市北区植竹町2丁目2番地